# Episodi di E.R. - Medici in prima linea (seconda stagione)
La seconda stagione della serie televisiva E.R. - Medici in prima linea è andata in onda negli Stati Uniti sulla NBC dal 21 settembre 1995 al 16 maggio 1996. In Italia la stagione è andata in onda su Rai 2 dal 18 ottobre 1996 al 10 gennaio 1997.
Gloria Reuben riprende il ruolo di Jeanie Boulet, già ricoperto nella stagione precedente. Viene promossa a personaggio regolare a partire dal sesto episodio.
Laura Innes entra a far parte del cast come personaggio ricorrente nel ruolo di Kerry Weaver. Verrà promossa a personaggio regolare nella terza stagione.
| nº | Titolo originale            | Titolo italiano                | Prima TV USA      | Prima TV Italia         |
| -- | --------------------------- | ------------------------------ | ----------------- | ----------------------- |
| 1  | Welcome Back, Carter!       | È di nuovo ER!                 | 21 settembre 1995 | Venerdi 18 ottobre 1996 |
| 2  | Summer Run                  | Emergenze di fine estate       | 28 settembre 1995 | Venerdi 18 ottobre 1996 |
| 3  | Do One, Teach One, Kill One | Impara, insegna, uccidi        | 5 ottobre 1995    | 25 ottobre 1996         |
| 4  | What Life?                  | Che vita è questa!             | 12 ottobre 1995   | 25 ottobre 1996         |
| 5  | And Baby Makes Two          | Il tesorino della zia          | 19 ottobre 1995   | 1º novembre 1996        |
| 6  | Days Like This              | Una giornataccia               | 2 novembre 1995   | 1º novembre 1996        |
| 7  | Hell and High Water         | Inferno nell'acqua             | 9 novembre 1995   | 8 novembre 1996         |
| 8  | The Secret Sharer           | Il nonno baby-sitter           | 16 novembre 1995  | 8 novembre 1996         |
| 9  | Home                        | La scelta di Susan             | 7 dicembre 1995   | 15 novembre 1996        |
| 10 | A Miracle Happens Here      | I miracoli di Natale           | 14 dicembre 1995  | 15 novembre 1996        |
| 11 | Dead of Winter              | I figli del crack              | 4 gennaio 1996    | 22 novembre 1996        |
| 12 | True Lies                   | Tempo di bugie                 | 25 gennaio 1996   | 22 novembre 1996        |
| 13 | It's Not Easy Being Greene  | Vita dura per il dottor Greene | 1º febbraio 1996  | 29 novembre 1996        |
| 14 | The Right Thing             | Tequila                        | 8 febbraio 1996   | 29 novembre 1996        |
| 15 | Baby Shower                 | Pioggia di bambini             | 15 febbraio 1996  | 13 dicembre 1996        |
| 16 | The Healers                 | Coraggio amico                 | 22 febbraio 1996  | 13 dicembre 1996        |
| 17 | The Match Game              | Laviamo Ugo                    | 28 marzo 1996     | 20 dicembre 1996        |
| 18 | A Shift in the Night        | Turno di notte                 | 4 aprile 1996     | 20 dicembre 1996        |
| 19 | Fire in the Belly           | Appendici                      | 25 aprile 1996    | 3 gennaio 1997          |
| 20 | Fevers of Unknown Origin    | Mister B                       | 2 maggio 1996     | 3 gennaio 1997          |
| 21 | Take These Broken Wings     | Cuori infranti                 | 9 maggio 1996     | 10 gennaio 1997         |
| 22 | John Carter, M.D.           | Scelte difficili               | 16 maggio 1996    | 10 gennaio 1997         |

## È di nuovo ER!
- Titolo originale: Welcome back, Carter!
- Diretto da: Mimi Leder
- Scritto da: John Wells

### Trama
L'estate è finita, ma l'internato di John Carter in Pronto Soccorso sta per iniziare. Il giovane medico torna di corsa al County General, dopo essere stato bloccato nel traffico, direttamente dall'aeroporto: ha infatti trascorso una rilassante vacanza ai Caraibi e ha portato dei regali ai suoi vecchi colleghi. Ma l'inferno è appena iniziato: il suo supervisore è ancora una volta il dottor Benton, che si mostra dispotico e freddo come sempre. Ritroviamo anche il dottor Greene, diventato aiuto-primario, alle prese con la nomina di un supervisore per gli assistenti: la dottoressa Lewis gli fa il nome di una brava collega, ma il medico le preferisce alla fine l'altra candidata, dottoressa Kerry Weaver. Donna dalla disciplina ferrea e dalla rigida organizzazione, si distingue subito per il suo atteggiamento severo. Mentre Mark, ancora stabilito a Milwaukee, fa i conti con la dura vita del pendolare, Susan si divide fra il lavoro, la sorella e la piccola Suzie. In ospedale arrivano anche quattro studenti di Medicina, per il loro tirocinio: la più spregiudicata di loro, Harper Tracy, fa immediatamente amicizia con Carter. Manca anche il dottor Swift: dopo aver terminato le sue ricerche, il dottor Morgenstern è rientrato in servizio a pieno regime. La relazione tra Benton e Jeanie Boulet prosegue, nonostante lei sia sposata: le ultime scene li mostrano a letto insieme.

## Emergenze di fine estate
- Titolo originale: Summer Run
- Diretto da: Eric Laneuville
- Scritto da: Lydia Woodward

### Trama
Carol Hathaway deve trascorrere un giorno di servizio in ambulanza: la certificazione è necessaria per mantenere il titolo di infermiera. Di conseguenza, la donna fa amicizia con i due autisti, trascorrendo con loro una piacevole giornata, a eccezione di una sparatoria che si trovano a fronteggiare in mattinata. Il dottor Ross è alle prese con un ragazzo affetto da piromania e con sua madre, che sembra non voler capire quanto il figlio abbia bisogno di cure. È il primo giorno dell'impero Weaver, e già la donna ha rimescolato le carte in tavola. Aiutandosi a camminare con una stampella, la dottoressa si trova ai ferri corti con Susan e Doug dopo sole ventiquattro ore, nonostante il dottor Greene continui a difendere la sua scelta. Chloe, che sta frequentando un corso professionale di informatica, piomba al County General per lasciare Suzie alla sorella, che la deve portare all'asilo. Quando alla piccola sale la febbre, Susan tenta di contattare Chloe, per rendersi conto che la donna non frequenta più la scuola già da un bel po'. Carter risponde alle critiche di Benton con un atteggiamento positivo, lavorando duramente e dimostrandosi sempre preparato; in compenso, un inatteso incontro fra Al Boulet e Benton spinge Jeanie a riflettere.
Dopo una dura giornata, Greene perde l'ultimo treno per Milwaukee, trovandosi in stazione, solo e spaesato.

## Impara, insegna, uccidi
- Titolo originale: Do one, teach one, kill one
- Diretto da: Félix Enríquez Alcalá
- Scritto da: Paul Manning

### Trama
Anche per Carter è arrivato il momento del primo paziente: il primo uomo di cui si occupa da solo è Ed, un vecchio a cui deve fare un semplice drenaggio ai polmoni. Mentre mostra ad Harper come eseguire la manovra, maldestramente gli perfora il fegato: immediatamente intervengono il dottor Benton e la dottoressa Hicks, che lo portano in sala operatoria. L'operazione evidenzia una cirrosi epatica che inizialmente non era emersa: l'errore di Carter potrebbe salvargli la vita, dal momento che è necessario un by-pass della vena porta. Il cuore dell'uomo però non regge, e il giovane, nonostante sia la Hicks sia Benton lo rassicurino, si sente responsabile.
Al County General si raccolgono notizie su Greene: si vuole scrivere un articolo su di lui. Susan Lewis e Kerry Weaver sono sempre più avverse l'una verso l'altra: la Weaver avverte Greene che questo potrebbe diventare un serio problema in futuro. Mentre Doug ha a che fare con un bimbo malato di AIDS a cui sono stati prescritti dei farmaci sbagliati e scopre che la sua carriera è appesa a un filo per la mancanza di disciplina, Carol termina il suo turno in ambulanza portando in ospedale un uomo fortemente sovrappeso e rimediando un invito a cena da uno degli autisti. Chloe abbandona la bambina dalla sorella, dopo essere ricaduta nel tunnel della droga, per partire con delle ragazze appena sconosciute e vendere oggetti usati, nella speranza di potersi permettere una casa. Jeanie lascia Benton, non volendo mandare in crisi il suo matrimonio.

## Che vita è questa!
- Titolo originale: What life?
- Diretto da: Dean Parisot
- Scritto da: Carol Flint

### Trama
La conoscenza fra Carter e Harper prosegue: dopo giornate trascorse insieme al County General, i due si scambiano un breve bacio, promettendo di rivedersi per cena. Susan si divide fra lavoro e nipotina: da quando Chloe se ne è andata, gestire il tutto diventa molto difficile, e il medico è costretto ad andare avanti e indietro dall'asilo nido, mentre le ricerche di una baby-sitter restano infruttuose. La dottoressa Weaver è riuscita ormai a inimicarsi tutto lo staff: nonostante il dottor Greene continui a sostenerla, tutto il resto del personale nutre un certo odio per lei e per la sua severità. Entrando nella saletta dei medici, Kerry vede Doug che sta imitando il suo modo di camminare con una stampella, e ne rimane molto ferita. Dopo l'ennesimo screzio con la dottoressa Lewis, Greene costringe le due donne a chiarirsi: l'antipatia reciproca rimane, ma il fatto di curare insieme un paziente le avvicina. Carol prosegue la sua relazione con l'autista di ambulanze, che salva una ragazza da una sparatoria, mentre Susan ha a che fare con un uomo obeso che non smette un secondo di mangiare. Benton ha una colluttazione nel garage del Pronto Soccorso con un rifornitore di protesi e ne esce con un dito lussato che Carter segretamente gli dovrà sistemare. Susan, definitivamente provata dalle frenetiche giornate, comincia a pensare di dare Suzie in adozione.

## Il tesorino della zia
- Titolo originale: And baby makes two
- Diretto da: Lesli Linka Glatter
- Scritto da: Anne Kenney

### Trama
Susan prosegue l'iter per dare la nipotina in affidamento: i nuovi genitori sembrano disponibili, ma la dottoressa ha ancora dei dubbi, dovuti soprattutto al fatto che potrebbe non far più parte della vita della bambina. Dopo un infruttuoso tentativo di convincere i genitori a darle una mano, la donna chiede al dottor Greene di concederle un orario part-time. Harper e Doug Ross si trovano insieme a curare Cia-Cia, il bimbo cinese malato di AIDS che già qualche tempo prima aveva attirato l'attenzione del pediatra. Il piccolo viene sottoposto a delle dolorose punture lombari: il dottor Ross scopre così che Cia-Cia è affetto da meningite, e che i suoi giorni sono contati. Nonostante ciò, Doug insiste per una terapia molto dolorosa che potrebbe ritardare la morte del bimbo, trovandosi così in contrasto con Greene, che consiglia invece alla madre di portare Cia-Cia a casa e stargli vicino, dal momento che la cura non potrebbe comunque salvarlo. Harper è molto scossa da quanto è accaduto, e dopo il lavoro esce a farsi un bicchiere con Doug. Carter è alle prese con un paziente affetto da melanoma, mentre Lydia presta degli abiti a una prostituta, ex paziente del County General, che vuole rifarsi una vita. Susan decide infine di tenere Suzie e di non darla in affidamento; l'amico Greene la raggiunge e finalmente i due chiacchierano felici.

## Una giornataccia
- Titolo originale: Days like this
- Diretto da: Mimi Leder
- Scritto da: Lydia Woodward

### Trama
Casualmente, Mark Greene scopre Harper e Doug a letto insieme, dopo la serata di "consolazione". Infuriato, il medico se ne va: se la cosa trapelasse, dal momento che la ragazza è ancora una studentessa, sarebbero guai per tutti, lui incluso. La posizione di Doug è sempre più precaria: dopo un litigio con il primario di Pediatria, viene a sapere che la borsa di studio non gli sarà rinnovata e che con tutta probabilità entro qualche mese dovrà cercarsi un nuovo lavoro. Nonostante gli ultimi screzi, Greene si batte strenuamente per lui, ma invano. È in questo momento che comincia la riconciliazione fra Doug e la dottoressa Weaver. Carol tenta di avvicinare il dottor Ross per spingerlo a confidarsi, ma il medico non si apre nemmeno con il suo vecchio amore: intanto, Harper confessa a Carter di aver fatto sesso con Doug. Il giovane non riesce a perdonarli e decide di prendere le distanze da entrambi per un periodo. In Pronto Soccorso ci sono nuovi arrivi: Miranda, detta Randi, nuova e sconvolgente receptionist che si veste come vuole nonostante il divieto della Weaver, e Jeanie Boulet, che comincia il suo tirocinio da coadiutrice medica proprio al County General. Benton si mostra con lei freddo e scorbutico, segno che non ha ancora dimenticato la loro vecchia relazione. Carol ha comprato una casa, ma il notaio sopraggiunto in ospedale per farle firmare le carte ha un attacco di cuore.

## Inferno nell'acqua
- Titolo originale: Hell and High Water
- Diretto da: Christopher Chulack
- Scritto da: Neal Baer

### Trama
Doug sostiene con successo un colloquio di lavoro per entrare in una clinica privata: allo scadere della borsa di studio al County General, quindi, se ne andrà. Tra Harper e Carter sembra ci sia un riavvicinamento: i due, insieme a Benton, si occupano del caso di una bambina investita da un'auto. La piccola, di nome Molly, viene rianimata e Harper si affeziona a lei, sostenendola anche all'arrivo dei genitori, che stanno per divorziare. Mentre Doug sta andando a una festa di beneficenza, dove lo attende la ricca amante Linda, fora una gomma ed è costretto a fermarsi sotto una pioggia sferzante. In quel momento un ragazzino spaventato gli bussa al vetro chiedendo aiuto: il fratello Ben è rimasto intrappolato, giocando, in una grata di un tunnel sotterraneo. Doug comincia una lotta contro il tempo: il ragazzino è quasi assiderato, e solo l'insistenza del medico riesce a tenerlo sveglio. Il dottor Ross utilizza tutti i mezzi a propria disposizione per salvare Ben, arrivando a portare il ragazzo in ospedale su un elicottero di un'emittente televisiva, non certo attrezzato per il trasporto di ammalati. Mentre Greene e Doug cercano di rianimare Ben, Molly si aggrava: la piccola muore davanti agli occhi sconvolti di Harper. Il ragazzo invece è salvo, e il dr. Ross viene acclamato dai giornalisti e dalla televisione come un eroe.

## Il nonno baby-sitter
- Titolo originale: The secret sharer
- Diretto da: Thomas Schlamme
- Scritto da: Paul Manning

### Trama
Per la vicenda dell'episodio precedente, Doug è diventato un eroe e deve ricevere un'onorificenza. Sarà Greene a consegnarla; intanto, Morgenstern e Bernstein, il primario di Pediatria che lo aveva cacciato, parlano con il dottor Ross e gli chiedono di restare al County General. Doug, indispettito da questo voltafaccia, non sa ancora se accettare o meno e litiga sempre di più con l'amico Greene. Carol ha a che fare con una ragazza che ha tentato il suicidio, essendo stata messa incinta dal fratello dopo un rapporto incestuoso; la modalità è la stessa, e lei è costretta a ripercorrere le tappe del gesto di un anno prima, anche davanti agli occhi del fidanzato che non ne sa nulla. Carter viene accusato di poca rigorosità quando manda a casa un bimbo prima di aver fatto tutti i controlli necessari, ed esagera ordinando troppe analisi per i pazienti, che salvano però la vita a una donna. Harper lo invita a cena a casa sua, e i due finalmente si baciano. Jeanie confessa a Benton di avere lasciato il marito: il medico ne rimane scosso. Susan cerca una baby-sitter per la nipotina, senza successo: dopo l'ennesimo litigio con i suoi, sceglie un'anziana paziente con un lungo trascorso da bambinaia, salvo poi scoprire che la donna è malata terminale e quindi rinunciare con dispiacere all'incarico. La donna troverà un insperato aiuto nel padre, che sopraggiunge finalmente per darle una mano con Suzie. Doug, dopo una sfuriata a Greene, riceve il premio, anche se non lo tiene in gran conto. Il medico resterà al County General e Greene sarà il suo supervisore, cosa che lo fa indispettire non poco.

## La scelta di Susan
- Titolo originale: Home
- Diretto da: Tracey Stern
- Scritto da: Donna Deitch

### Trama
È un altro Natale in Pronto Soccorso. Mentre Randi è impegnata ad appendere festoni e lustrini per tutta la corsia, Harper e Carter, in preda al loro delirio amoroso, cercano di appartarsi in ogni angolo che non abbia l'ingombrante presenza dei colleghi. La ragazza racconta poi a Jeanie la sua storia: dopo un passato di droga, in gioventù, Harper si è arruolata nell'aeronautica militare, ed è proprio l'esercito a pagarle gli studi. Susan Lewis si trova ad affrontare il caso di una donna intossicata da lidocaina in un altro ospedale: Morgenstern le propone di scrivere una relazione sul caso e di proporlo nel corso di uno studio a Miami. L'idea del viaggio alletta la donna, ma non riesce a convincerla: Susan rifiuta, dal momento che la carriera non è la sua unica priorità. Mentre Carol cura un ragazzo affetto da schizofrenia e senzatetto, non riuscendo a ottenere però di ricoverarlo, Doug incontra la madre: il padre, che non sentiva più da diversi anni, lo ha chiamato in seguito alla fama che gli hanno portato la televisione e il premio ricevuto. Benton, grazie all'intervento del suo protetto Carter, riesce finalmente a instaurare un rapporto costruttivo con Vucelich, un famoso chirurgo che potrebbe assisterlo negli ultimi periodi di praticantato. Greene è costretto a correre a Milwaukee: Jennifer ha avuto un incidente d'auto. Ad attenderlo all'ospedale, però, non c'è solo la figlia Rachel, ma anche il collega di lavoro della donna, Craig, con cui era in macchina al momento dell'impatto. Fra le lacrime, Jennifer confessa al marito di essersi innamorata di Craig.

## I miracoli di Natale
- Titolo originale: A miracle happens here
- Diretto da: Mimi Leder
- Scritto da: Carol Flint

### Trama
In periodo natalizio tutti sono più buoni: così è anche per Carol, che sogna di passare il Natale nella sua nuova e disastrata casa, nonostante il grosso buco nel tetto, e di cantare le carole in giro per l'ospedale. A rimetterla con i piedi per terra sono il fidanzato Ray Shepard, l'autista di ambulanze, e tutto lo staff dei colleghi, che si rifiuta di formare un coro. È un brutto periodo per Mark Greene: il medico, infuriato con Jennifer, ha deciso irrevocabilmente di divorziare. I due litigano per Rachel, ma dopo una conversazione con un'anziana signora ebrea sopravvissuta ai campi di sterminio il dottor Greene decide di lasciare la figlia con la madre anche il giorno di Natale. Come se tutto questo non bastasse, il dottore ha il primo incontro con l'avvocato per il caso della donna morta di parto dell'anno precedente, e ha uno spiacevole contatto con il marito di questa. La collaborazione tra Benton e il dottor Vucelich continua: il chirurgo avrà l'opportunità di terminare l'intervento ma non riuscirà a stabilire il nuovo record di tempo di una nuova tecnica, denominata "taglia e cuci", mentre Vucelich loda le capacità di Carter nel parlare con i pazienti. Jeanie affronta un gruppo di giovani, decisi a ricominciare una guerra di quartiere dopo la sparatoria al loro sacerdote. Anche la freddissima Kerry Weaver si scioglie davanti alla visita del suo fidanzato africano, che lascia a bocca aperta tutto l'ospedale: la dottoressa rivela a una curiosa Harper di aver posseduto una fattoria in Africa. Dal momento che le autostrade sono bloccate, la festa di Natale programmata si sposta proprio a casa di Carol: la donna avrà così la sua festa natalizia tanto desiderata, in compagnia di tutti gli amici e colleghi. All'arrivo del dottor Benton si scopre che è riuscito a battere il record del "taglia e cuci" in un secondo intervento. Al termine della festa, Shepard raggiunge Carol, confessandole di amarla.

## I figli del crack
- Titolo originale: Dead of winter
- Diretto da: Whitney Ransick
- Scritto da: John Wells

### Trama
Mentre Chicago, a fine anno, è avvolta dalla neve, Shep e il collega Raul scoprono una casa dove quasi venti bambini neri sono stati abbandonati. I piccoli sono malnutriti e disidratati, e vengono immediatamente portati in ospedale, dove sono affidati alle cure dei medici. Susan prende in cura uno dei bimbi, affetto da paralisi cerebrale, mentre Benton rivela in malo modo a uno dei piccoli che sta per essere operato a causa di un'ernia senza riflettere su quanto questo possa mandare in crisi il suo giovane paziente, che non ha mai visto un medico. Jeanie lo apostrofa duramente, e lo affronta: se ci sono problemi con lei, Peter deve parlargliene senza rifarsi sugli altri. Al Boulet torna a farsi vedere, e confessa a Jeanie di voler riprovare a stare insieme e di aver accantonato i tradimenti. Greene riceve da Jennifer la richiesta di divorzio, mentre Carter ha in cura un'anziana signora: il marito, signor Rubadour, detto Ruby, supplica il giovane assistente di salvare la moglie, non essendo ancora pronto a perderla. Nonostante il parere negativo di Vucelich, che, senza eccessivo interesse, considera la donna come già spacciata, Carter somministra a quest'ultima dei farmaci che fanno migliorare le sue condizioni e accendono nuove speranze nel signor Ruby. Benton viene promosso a ricercatore associato nel team di Vucelich, e nella notte scende a rassicurare il bimbo affetto da ernia. Susan è costretta a separare i piccoli bimbi dalla nonna, che li ama, per metterli in un centro di accoglienza: la madre, dipendente dalla droga, sicuramente tenterà di riprenderli per poi abbandonarli nuovamente. Una frase casuale di Shep viene equivocata da Benton e Malick: il povero autista si sente così accusare di razzismo.

## Tempo di bugie
- Titolo originale: True lies
- Diretto da: Lesli Linka Glatter
- Scritto da: Lance Gentile

### Trama
In sala suture c'è un paziente molto particolare: è il dottor Morgenstern, che si presenta al County General in kilt e calzettoni. Il povero medico, che ha origini scozzesi, è infatti rimasto vittima di un incidente durante il lancio del tronco, il gioco tradizionale del suo paese di provenienza. Il reparto è quindi invaso da cornamuse, canti e strane cibarie. Carter è assillato dal signor Ruby: la moglie sta un po' meglio, ma al momento delle dimissioni accusa un'ischemia. Il giovane la manda in neurologia, per avere un po' di respiro dopo tutte le pressioni del marito, che si fida ciecamente di lui. Jeanie lo affronta, sostenendo che sia meglio dire la verità al vecchio signore. Benton, dopo un intervento affrettato e un rimprovero della dottoressa Hicks, crede erroneamente di essere ormai decaduto nella stima del dottor Vucelich: il famoso chirurgo, invece, lo invita a cena. Jeanie accompagna Benton a casa di Vucelich, che si mostra tanto freddo nei confronti dei pazienti quanto deciso a mantenere il medico nella sua équipe. Carol e Doug hanno a che fare con un padre alcolista, che tenta di redimersi quando i suoi figli hanno un incidente; Susan, invece, è alle prese con una donna di mezza età che soffre dello stesso problema e rifiuta ogni cura. Quando, nel reparto di neurologia, a Ruby viene svelata la verità sulle condizioni della moglie, la sua fiducia in Carter vacilla: il povero assistente scopre quindi a sue spese che alle volte la cruda verità è migliore di mille parole. Doug continua a ricevere telefonate dal padre, ma non riesce a richiamarlo; Greene, invece, deve rivelare a Rachel che lui e Jennifer si separeranno.

## Vita dura per il dottor Greene
- Titolo originale: It's not easy being Greene
- Diretto da: Christopher Chulack
- Scritto da: Paul Manning

### Trama
Nonostante i mille problemi che lo assillano, il dottor Greene decide di recarsi al lavoro nel suo giorno libero: ad attenderlo, immediatamente, un paziente con convulsioni, che muore inspiegabilmente sotto i ferri. La moglie dello sfortunato giovane accusa Mark di averlo ucciso; parallelamente, il medico viene contattato da Morgenstern per il caso O' Brien. Quest'ultimo propone un accordo economico fra le due parti, che l'avvocato del County General consiglia vivamente di accettare; Greene rifiuta una macchia simile sul suo curriculum, convinto di essere dalla parte della ragione. Una conversazione con Susan lo porta a rivedere la sua posizione e a confrontarsi, tristemente, con la mancata infallibilità dell'uomo; l'autopsia del giovane deceduto, invece, non rivela errori medici, né tantomeno la causa della morte. Vucelich cerca un paziente affetto da aneurisma per concludere la ricerca: Carter, preoccupato per la precaria posizione del suo assistentato, sorpassa Harper nel trovare un caso conforme a quanto richiesto. Le cose, tra i due, vanno a gonfie vele, ma l'azione avventata di Carter porta qualche problema.
Carol si occupa di una donna che di mestiere alleva lombrichi, scoprendo vizi e virtù del mestiere. Benton, mosso da qualche scrupolo, decide di andare più a fondo e di ricavare informazioni sul suo nuovo gruppo di ricerca, capitanato proprio da Vucelich. Il chirurgo scopre così che alcuni pazienti, tra cui la signora Rubadour, sono stati inspiegabilmente esclusi dai risultati dello studio sulla nuova cura: stranamente, si tratta proprio di casi in cui questa non ha avuto l'effetto sperato.

## Tequila
- Titolo originale: The right thing
- Diretto da: Richard Thorpe
- Scritto da: Lydia Woodward

### Trama
Benton è deciso ad andare fino in fondo alla questione, e affronta Vucelich: come mai, nello studio sulla nuova tecnica "taglia e cuci", sono stati esclusi proprio i pazienti su cui questa ha dato esito negativo? Il famoso chirurgo non è in grado di spiegare ogni caso, ma consiglia a Benton di prendersi una giornata di ferie, diffondendo contemporaneamente la voce di un suo abbandono dell'equipe. Carter è sempre più preoccupato per il suo praticantato: in metropolitana, trova Susan e Greene insieme di prima mattina, facendosi l'idea che i due abbiano una relazione. La notizia si sparge al County General, ma in realtà i due sono andati semplicemente a comprare della tequila per il compleanno di Doug. In Pronto Soccorso giunge ancora una volta il signor Ruby: la moglie è morta, e invita Jeanie al funerale. Anche Carter decide di presenziare, e tenta di riavvicinarsi a Rubadour confessandogli l'errore e il proprio rimorso, senza ottenerne il perdono, ma solo qualche minuto di riflessione vicino alla tomba della moglie. Il diverbio tra Benton e Vucelich continua, finché questo non lo caccia velatamente dal gruppo, mettendolo in guardia: il chirurgo può rovinare per sempre la carriera di Peter. Lo stesso avvertimento arriva da Greene e dalla Hicks: se Benton avesse torto, sarebbe un uomo finito. Alla fine, sia Benton sia Susan decidono di fare "la cosa giusta": il primo chiede un colloquio al primario per spiegargli la situazione, mentre la seconda rivela a un giovane alcolista, andando contro la legge, l'AIDS della compagna. Benton però non ha il coraggio di portare la cosa fino in fondo, e pochi minuti prima di vedere il primario se ne va.

## Pioggia di bambini
- Titolo originale: Baby shower
- Diretto da: Barnet Kellman
- Scritto da: Carol Flint

### Trama
Al County General è una giornata dura: tutte le partorienti del reparto di Ostetricia vengono trasferite in Pronto Soccorso, essendoci un problema idraulico. I corridoi sono immediatamente pieni di neo-mamme: Greene affronta un parto gemellare e poi fa nascere la figlia di una dottoressa malata di cancro, Susan si occupa di una tredicenne incinta, Jeanie ha a che fare con una ex tossicodipendente. Nel frattempo, Benton affronta il rifiuto del dottor Vucelich e mette anima e corpo nel salvataggio di un ragazzo che aveva tentato il suicidio: l'intervento è considerato da tutti impossibile, ma con la sua tenacia il medico riesce nell'intento. Carter è molto preoccupato per le sue sorti: il colloquio per ottenere l'assistentato in Chirurgia si avvicina e, dato il gran numero di candidati, teme di non farcela. Davanti alla commissione di giudici, tra cui la Hicks, Carter scopre con piacere che non è tanto il rapporto positivo di Vucelich a farlo salire in graduatoria, ma la relazione di Benton: mentre il primo fornisce spesso e volentieri complimenti, non era mai accaduto che Benton si dichiarasse soddisfatto di un tirocinante.
Doug va a trovare suo padre, scoprendolo proprietario di un hotel, per rendergli i biglietti per la partita che gli aveva regalato: suo malgrado, finisce con lo stringere amicizia con il vecchio uomo, anche se questo non è mai stato presente nella sua vita.

## Coraggio amico
- Titolo originale: The healers
- Diretto da: Mimi Leder
- Scritto da: John Wells

### Trama
Shep e Raul si trovano in una situazione drammatica: la loro ambulanza arriva sul luogo di un incendio, ma nella casa in fiamme sono rimasti intrappolati tre bambini. Senza alcuna esitazione, Shep si getta fra le fiamme, mentre Raul cerca inutilmente di trattenerlo: alla fine, l'autista segue il suo amico nell'edificio che cade a pezzi. Al County General cominciano ad arrivare i feriti dell'incendio: si tratta di una famiglia la cui madre è tossicodipendente. Tutti i medici del pronto soccorso si mettono all'opera; tutti, tranne Susan, che avvia ufficialmente le pratiche per adottare la piccola Suzie e arriva in ritardo al lavoro. I tre ragazzini arrivano salvi in ospedale; Shep giunge poco dopo, malconcio ma vivo. Raul arriva in uno stato disperato, con ustioni di terzo grado sul 90% del corpo: Carol capisce che per lui non c'è speranza e cerca di preparare il fidanzato all'addio col suo migliore amico. Shep è distrutto dal rimorso, ma si riprende abbastanza da vedere Raul un'ultima volta, mentre tutto l'ospedale è rattristato per le sue condizioni. Intanto, Doug ha un altro aspro confronto con suo padre: Ray Ross non si è presentato all'appuntamento con il figlio per cenare con una donna, ufficialmente il suo capo. Per qualche motivo Doug non riesce a mandarlo a quel paese, e resta a riflettere nella neve solo e triste. Intanto, la vita di Susan viene nuovamente sconvolta dal ritorno di Chloe, che vuole immediatamente vedere Suzie.

## Laviamo Ugo
- Titolo originale: The match game
- Diretto da: Thomas Schlamme
- Scritto da: Neal Baer

### Trama
È finalmente arrivato il giorno dell'assegnazione dei tirocini nel reparto di Chirurgia del County General: Carter si sente male al solo pensiero. Ma non ha niente da temere: quando la busta con la risposta arriva, l'esito è positivo! Il giovane medico si allontana quindi dal Pronto Soccorso per festeggiare con Harper, cosa che gli causerà un richiamo ufficiale dalla Hicks e farà traballare la sicurezza del suo posto per l'anno successivo. Sheperd è tornato al lavoro, dopo il dramma della puntata precedente, e ha un nuovo collega, che tratta in maniera brusca e crudele. Il già difficile rapporto tra Carol e Jeanie si incrina ancora di più quando quest'ultima viene nominata dipendente del mese: le due si contendono lo spiacevole compito di lavare e disinfettare il grosso e maldestro clochard Hugo, giunto da loro per un controllo. Mentre Greene torna all'assalto del gentil sesso con un paio di lenti a contatto azzurre, Doug passa un brutto guaio: un ragazzo, già stato al County General precedentemente per controlli, torna a causa di un incidente d'auto. La radiografia rivela un osteosarcoma con neoplasia ossea di cui Doug non si era accorto qualche mese prima: Greene e l'avvocato dell'ospedale decidono di tacere, dal momento che la diagnosi non sarebbe cambiata, ma Benton, venuto a conoscenza del tutto, decide di mettere al corrente la famiglia del ragazzo. Si pone per Benton un grave problema deontologico: è stato giusto denunciare Doug e metterlo nei guai per amore della verità, quando lui stesso non è riuscito a parlare apertamente di Vucelich? Intanto, Susan e Chloe si contendono la piccola Suzie, che comincia a muovere i primi passi.

## Turno di notte
- Titolo originale: A shift in the night
- Diretto da: Lance Gentile
- Scritto da: Joe Sachs

### Trama
Mentre ritorna a casa dopo giorni di duro lavoro, il dottor Greene viene richiamato in pronto soccorso da Kerry Weaver: Doug Ross ha il torcicollo, quindi è costretto a sostituirlo. Inutile dire che Mark ha un diavolo per capello: durante la nottata tratta male chiunque, e ha un piccolo conflitto con il dottor Morgenstern riguardo alla presenza di un reparto di Traumatologia, che causa un affollamento al pronto soccorso. Carter deve rispondere della sua bravata: per festeggiare il concesso assistentato, il giovane si era ubriacato durante l'orario di lavoro. La dottoressa Hicks non gli ha tolto il posto, ma lo obbliga per qualche giorno a una serie di mansioni non proprio interessanti. Tuttavia, il ragazzo e il dottor Greene si prodigano, per smaltire l'enorme mole di gente, in una veloce serie di visite che vivacizza la nottata e spinge Carter a sognare sul suo futuro mestiere: è così che si immaginava il suo ruolo di medico.
Greene si trova così faccia a faccia con Benton, reduce dal contrasto con Doug, e con Chloe, tornata per riprendere il ruolo di madre nella vita della piccola Suzie. Mentre il primo viene ancora rimproverato, la seconda gli confessa di essere fidanzata con un poliziotto, Joe, di aver iniziato il programma di recupero e di voler fare da madre alla bambina. Greene torna a casa stravolto e stanco, riflettendo su come il mettere il lavoro al primo posto gli sia costato diversi affetti, tra cui quelli familiari.

## Appendici
- Titolo originale: Fire in the belly
- Diretto da: Fèlix Enriquez Alcalà
- Scritto da: Paul Manning

### Trama
Al County General arriva un amico di Harper, direttamente da Harvard: il giovane appare molto affiatato con la ragazza e si vanta spesso delle grandi esperienze in campo medico, suscitando le gelosie di Carter. Il suo rivale ha perfino affrontato dei casi di appendicite, e il giovane fa di tutto per procurarsene qualcuno: dopo aver insistito con la dottoressa Hicks per portare un paziente che lamentava dolori di stomaco in sala operatoria, Carter ha di nuovo sfortuna, trovando un'appendice completamente sana e un banale stuzzicadenti nello stomaco. Carter potrà operare un caso di appendicite solo dopo la pausa pranzo, dopo aver lasciato, non si sa se per caso o volontariamente, Harper e il suo amico in mensa: la ragazza è fortemente indispettita e pensa sia tutta una macchinazione del medico per poter arricchire il curriculum a suo discapito, quindi lo lascia. Anche Benton ha guai con le appendici: una paziente, a cui non aveva diagnosticato il male in tempo, si trova a rischio di setticemia. La situazione è analoga a quella di Doug, da lui denunciato qualche giorno prima: tutto questo scuote Peter a tal punto che decide finalmente di diffondere la storia di Vucelich e di prendere posizione contro di lui. Kerry Weaver fa installare una serie di telecamere di sorveglianza per visionare l'andamento delle operazioni mediche nel pronto soccorso; Greene finalmente sconfigge i propri fantasmi accettando le avances di una regista ex paziente dell'ospedale e facendo l'amore con lei. Mentre Susan, di fronte al rischio di una dura battaglia legale e ai consigli del padre, decide tristemente di scendere a più miti consigli con Chloe, conoscendo il suo fidanzato e dichiarandosi disponibile a un compromesso, Carol e Shep si trovano ad affrontare il caso di un ragazzino che per errore ha ucciso la madre a colpi di pistola.

## Mister B
- Titolo originale: Fevers of unknown origin
- Diretto da: Richard Thorpe
- Scritto da: Carol Flint

### Trama
Chloe e il fidanzato partono per raggiungere la loro nuova casa e la loro nuova vita: purtroppo, sarà lontano da Chicago. Una Susan sconvolta e in lacrime si vede quindi portare via la piccola Suzie, che se ne va in macchina con la madre. La dottoressa non riesce a rassegnarsi al fatto di non vivere più con la nipotina, e continua a rivivere nella mente gli istanti della partenza: di conseguenza, Susan tende a impegnarsi il più possibile, lavorando come una matta in ospedale. Il dottor Morgenstern convoca la Weaver e Greene per decidere chi si aggiudicherà il titolo di "assistente dell'anno": a vincerlo sarà nientemeno che Benton. Mentre Doug inizia una relazione con Karen, giovane amante di suo padre (che nel frattempo è di nuovo sparito), Carol ha qualche problema con Shep: l'autista non si è mai ripreso dalla morte di Raul e tende a sfogarsi sul suo nuovo compagno di lavoro. Quando Shep, in un accesso di rabbia, tramortisce un ragazzo, il collega non si fa scrupoli a denunciarlo. Mark Greene vede Jennifer per accordarsi sulle ultime carte del divorzio: i due trovano un tale accordo da finire a letto insieme, ma rendendosi conto che è davvero finita. Carter perde le speranze di assistere a un intervento di mastoplastica quando gli viene annunciato di dover seguire dei casi pediatrici per potersi specializzare; in più, Harper è in procinto di partire per Dallas.

## Cuori infranti
- Titolo originale: Take these broken wings
- Diretto da: Anthony Edwards
- Scritto da: Lydia Woodward

### Trama
Finalmente una buona notizia raggiunge il County General: Lydia è fidanzata, e presto sposerà il suo Alfie. Susan, non riuscendo ancora ad affrontare serenamente la partenza di Chloe e Suzie, comincia un ciclo di psicoterapia e trova qualche conforto in una chiesa nella quale era entrata per caso. Carol si presenta di fronte al commissario disciplinare, per testimoniare sulla vicenda di Shep. La donna dà ragione al fidanzato e smentisce le parole del compagno, togliendolo dai guai: è spinta però a riflettere sull'intera situazione. Mentre Benton non ha certo la vita facile, dopo avere denunciato Vucelich, Doug scopre che i soldi che aveva ricevuto dal padre prima che partisse appartenevano a Karen. Quando tenta di restituirli alla donna, il medico scopre che in realtà la somma rubata è molto più alta. Al County General si presenta Al Boulet per un check-up dopo una brutta influenza, ma l'esito delle analisi è terribile: l'uomo è malato di AIDS. Ad annunciarlo è Jeanie, che potrebbe essere stata contagiata nel periodo in cui stava ancora con il marito. L'unica a saperlo è Kerry Weaver.

## Scelte difficili
- Titolo originale: John Carter, M.D.
- Diretto da: Christopher Chulack
- Scritto da: John Wells

### Trama
Carter è ormai confermato nel suo ruolo di specializzando chirurgo: quando viene interpellato da Morgenstern su quanto abbia deciso per l'anno seguente, il giovane medico sceglie non senza rimpianto la squadra operativa opposta a quella di Benton. Intanto, proprio Peter ha un imbarazzante incontro in ascensore con Vucelich, da cui viene a sapere che il medico ha introdotto nella sua ricerca anche i pazienti con esito negativo. Greene appoggia la nomina a vice-primario di Kerry Weaver, convinto che poi lei lo ricambierà eleggendo Susan come capo degli assistenti. In realtà, la palma va a un'altra dottoressa: arrabbiato, Mark affronta Kerry, che gli rivela la verità. È stata infatti la stessa Susan a rifiutare il titolo, non sentendosi ancora pronta per un incarico del genere dopo la partenza della piccola Suzie. Jeanie decide di sottoporsi al test HIV, dopo aver saputo della malattia del suo ex marito: la donna rivela a Benton il suo problema, convincendolo a fare le dovute analisi dopo la loro passata relazione. Carter, all'ultimo momento, decide di non partecipare alla propria festa di laurea, organizzata dai ricchissimi genitori, ma di fare compagnia a una bambina in attesa di un trapianto di fegato. Doug viene a sapere che Karen ha sfruttato la sua ricetta per ordinare una massiccia dose di antidolorifici, e preso da mille dubbi la lascia. Carol invece non ha più pazienza per nessuno: si dimette dall'ospedale dopo tre casi di mancata assicurazione, e lascia Shep: dalla morte di Raul l'autista non è più lo stesso, e la donna non si vuole trovare nelle condizioni di mentire nuovamente per coprirlo. Nel finale, Carter trova Benton in attesa degli esiti del test, sconfortato e spaventato, e decide di specializzarsi con lui: il chirurgo, commosso, gli regala il primo camice della sua carriera, con la scritta "John Carter, M.D.".